# Сальвадор Санчес Серен
Сальвадор Санчес Серен (ісп. Salvador Sánchez Cerén, псевдонім — Леонель Гонсалес ісп. Leonel González; нар. 18 червня 1944, Кесальтепек, Сальвадор) — сальвадорський революціонер, державний і політичний діяч держави Сальвадор, Президент Сальвадору з 1 червня 2014 по 1 червня 2019 року.

## Життєпис
Народився 18 червня 1944 року в м.Кесальтепек департаменту Ла-Лібертад у багатодітній сім'ї. В 1963 році закінчив школу ім. Альберто Масферера в м.Сан-Сальвадор, отримав професію вчителя, працював учителем. У 1970 році приєднався до Фронту національного  визволення  імені Фарабундо  Марті, з 1983 року — в його керівництві. ФНВФМ — прокомуністична партизанська організація яка воювала протягом 1980—1992 років у громадянській війні в Сальвадорі проти уряду Сальвадору і активно пітримувалась СРСР та іншими комуністичними країнами. В 1992 році після підписання мирних угод ФНВФМ став легальною політичною партією. У 2009—2014 роках — віце-президент Сальвадору, а з 1 червня 2014 — президент Сальвадору після перемоги на виборах 2014 року. Сальвадор за його правління продовжує підтримувати дипломатичні та економічні відносини з Тайванем, незважаючи на комуністичне минуле Санчеса Серена. Однак 20 серпня 2018 р. Санчес Серен оголосив про розірвання дипвідносин з Тайванем. Наступного дня Сальвадор і КНР встановили дипломатичні відносини.